# 罪と女王
『罪と女王』（つみとじょおう、Dronningen）は2019年のデンマーク・スウェーデンのドラマ映画。
監督はマイ・エル＝トーキー、出演はトリーヌ・ディルホムとグスタフ・リンドなど。
義理の息子となった17歳の少年と性的な関係を結びながら、保身のために残酷な選択をする非情な女性弁護士を描いている。
原題の「dronningen」はデンマーク語で「女王」の意味。
デンマークのアカデミー賞に当たるロバート賞で、作品賞、監督賞、主演女優賞など主要計9部門を受賞している他、数々の映画賞を受賞し、義理の息子役に抜擢されたリンドも高い評価を得ている。
日本では2020年2月にユーロスペースで開催された「トーキョーノーザンライツフェスティバル2020」において『クィーン・オブ・ハーツ』のタイトルで上映された後、同年6月5日から一般劇場公開された。

## ストーリー
性暴力や虐待を受けた子どもたちの保護に尽力している優秀な弁護士アンネは、医師である夫ペーターと幼い双子の娘たちと郊外の美しい邸宅で幸せに暮らしている。そんなある日、ペーターと前妻の息子で母親とスウェーデンで暮らしていた17歳のグスタフが問題を起こして退学となったために、彼を引き取ることになる。粗暴なグスタフはアンネたち家族になじもうとせず、しかも家族の留守中に家から貴重品を盗み出す事件を起こす。グスタフが犯人であるといち早く気づいたアンネは、グスタフを警察に突き出さない条件として家族と打ち解けるように言う。これをきっかけにグスタフは妹たちだけでなく、アンネとも距離を縮めていく。ところが、グスタフが若い女友だちを家に連れ込み、性行為をしている姿に、アンネは自らの肉体の衰えを痛感するようになる。また、夫との性生活への不満も重なり、ついにアンネはグスタフの部屋に入り込み、彼と肉体関係を結んでしまう。2人は家族の目を盗んで欲望の赴くままに関係を続けるが、ある日、妹リナに2人の関係を知られ、厳しく責められたことをきっかけに、アンネは保身のために一方的にグスタフとの関係を絶つ。アンネに捨てられたことで荒みはじめたグスタフに手を焼いたペーターは、グスタフを寄宿学校に入れることにするが、この事態にグスタフはアンネとの関係をペーターに明かしてしまう。動揺したペーターは真相をアンネに確かめるが、アンネは頑として否定し、グスタフが嘘をついていると主張する。ペーターはアンネの言うがままに、グスタフのアンネに対する憎しみにもとづく嘘と見なし、グスタフは寄宿学校に送られる。しばらくしてグスタフがアンネの弁護士事務所に現れ、成人による未成年者への性的虐待としてアンネを訴えると言う。しかし、アンネは「証拠もなく、不良少年のグスタフの言い分など誰も信じない」と突っぱねる。グスタフは父親にだけは自分が嘘をついていないと知ってもらいたかったが、それもアンネに妨害され、アンネの非情な言葉によって深く傷つけられる。こうして絶望したグスタフは姿を消し、しばらくして冬山で凍死しているのが発見される。ペーターはアンネの方が嘘をついていることに薄々気づいていたにもかかわらず、今の家庭を守るためにアンネの言うがままになっていたのだが、この事態にようやくアンネに怒りをぶつける。アンネも思わぬ展開に激しく動揺する。家族はグスタフの葬儀に向かうが、その後、アンネとペーターの関係がどうなったかについては何も示されないまま物語は終わる。

## キャスト
- アンネ: トリーヌ・ディルホム（デンマーク語版） - 児童保護を専門とする弁護士。
- グスタフ: グスタフ・リンド（スウェーデン語版） - ペーターと前妻の17歳の息子。
- ペーター: マグヌス・クレッペル（スウェーデン語版） - アンネの夫。医師。
- リナ: スティーヌ・ギルデンケアネ - アンネの妹。ネイリスト。
- エリック: プレーベン・クレステンセン（デンマーク語版） - アンネと弁護士事務所を共同経営している友人。

## 作品の評価

### 映画批評家によるレビュー
Rotten Tomatoesによれば、批評家の一致した見解は「トリーヌ・ディルホムの並外れた演技に導かれた『罪と女王』は、マイ・エル＝トーキーの圧倒的手腕によって演出された、家族の中に潜む闇を大胆かつ妥協のない見方で表現している。」であり、30件の評論のうち高評価は97%にあたる29件で、平均点は10点満点中7.7点となっている。
Metacriticによれば、7件の評論のうち、高評価は5件、賛否混在は1件、低評価は1件で、平均点は100点満点中67点となっている。
映画ジャーナリストの猿渡由紀は「こんな偽善的で、かつ複雑な中年女を書けたのは、同じ女性ならではだろう。こういうキャラクターを映画でもっと見たい。」と高評価を与えている。
一方、映画評論家のくれい響は概ね高評価を与えつつも「127分は若干長い。」としている。

### 受賞歴
様々な映画賞を受賞している。
| 賞                           | 部門                 | 対象                                                          | 結果 |
| ---------------------------- | -------------------- | ------------------------------------------------------------- | ---- |
| ロバート賞                   | 作品賞               |                                                               | 受賞 |
| ロバート賞                   | 監督賞               | マイ・エル＝トーキー                                          | 受賞 |
| ロバート賞                   | 主演女優賞           | トリーヌ・ディルホム                                          | 受賞 |
| ロバート賞                   | 助演男優賞           | マグヌス・クレッペル                                          | 受賞 |
| ロバート賞                   | 撮影賞               | ヤスパー・J・スパンニング                                     | 受賞 |
| ロバート賞                   | 脚本賞               | - マイ・エル＝トーキー - マレン・ルイーズ・ケーヌ（共同脚本） | 受賞 |
| ロバート賞                   | 編集賞               | ラスムス・ステンスゴード・マドセン                            | 受賞 |
| ロバート賞                   | 音楽賞               | ヨン・エクストランド                                          | 受賞 |
| ロバート賞                   | 音響デザイン賞       |                                                               | 受賞 |
| サンダンス映画祭             | 観客賞               |                                                               | 受賞 |
| 北欧理事会映画賞             | グランプリ           |                                                               | 受賞 |
| ヨーテボリ国際映画祭         | 最優秀ノルディック賞 |                                                               | 受賞 |
| ヨーテボリ国際映画祭         | 観客賞               |                                                               | 受賞 |
| ヨーテボリ国際映画祭         | 最優秀俳優賞         | トリーヌ・ディルホム                                          | 受賞 |
| フィラデルフィア映画祭       | 最優秀映画賞         |                                                               | 受賞 |
| トランシルヴァニア国際映画祭 | 監督賞               | マイ・エル＝トーキー                                          | 受賞 |
| チューリッヒ映画祭           | 主演女優賞           | トリーヌ・ディルホム                                          | 受賞 |
| 香港国際映画祭               | 最優秀演技賞         |                                                               | 受賞 |

その他に、第92回アカデミー賞の国際長編映画賞のデンマーク代表作品に選ばれたが、最終ノミネートには至っていない。